# Bandera de Caso
La bandera de Caso es un símbolo representativo del concejo español del mismo nombre, situado en la comunidad autónoma del Principado de Asturias.

## Descripción
La bandera es rectangular, de proporciones 2:3 (ancho:largo). Está dividida en tres franjas verticales de igual tamaño, azul al asta, blanca en el centro y verde al batiente. En la franja blanca lleva 22 estrellas amarillas de cinco puntas y el escudo de Caso. El diseño fue obra de Federico Yustas Mateo, quien presentó una docena de bocetos de banderas a la corporación municipal, eligiendo ésta el actualmente vigente, pasando a ser la bandera oficial el 16 de mayo de 1991.